# X 2000

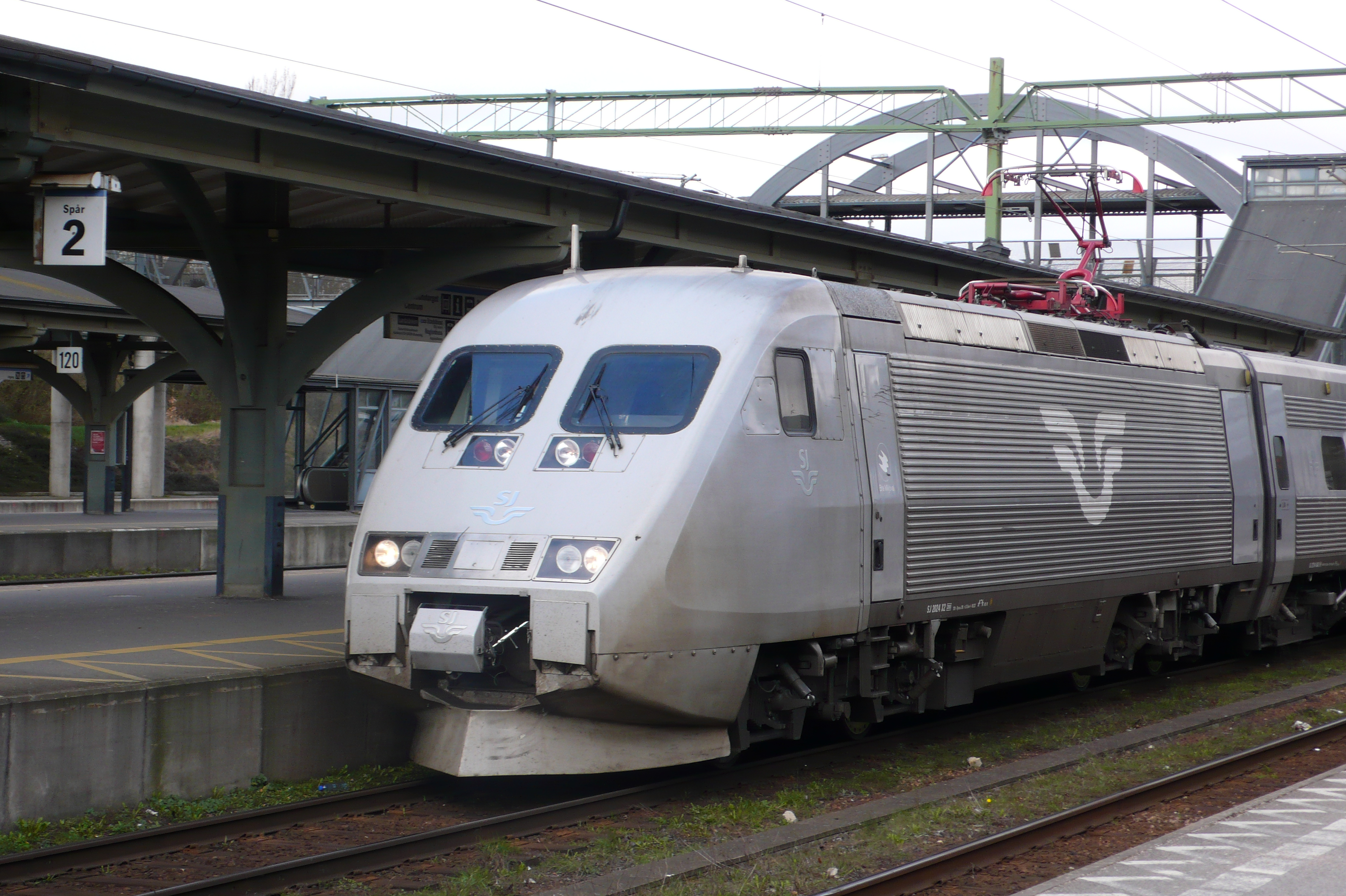
X2000（2005年以降の現行塗色）

SJ2000（旧称：X2000）は、スウェーデンの国鉄株式会社 (SJ AB) が主に運行する高速鉄道車両X2を使用した列車のブランド名である。

## 歴史・車両の技術・車内サービス

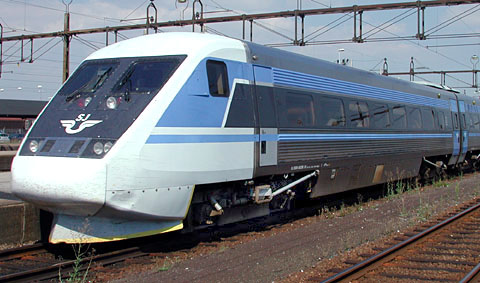
登場時の塗色

スウェーデン国鉄 (SJ) を運営していた王立鉄道委員会によって1990年9月、ストックホルムとヨーテボリの間で運行を開始した。その後、ストックホルムを起点に、ヨーテボリのほか、マルメ・カールスタッド・エステルスンド・ボロース・スンツヴァルなどへの路線網を展開している。ストックホルムとスウェーデン国外を結ぶ路線では、エーレスンド海峡を横断するトンネルと鉄道橋（エーレスンド橋）の開通でマルメからさらにデンマークの首都コペンハーゲンに運行区間が延長された。ほか一時、ストックホルムとノルウェーの首都オスロを結ぶ列車も運行されていた。
振子式列車だが、日本の国鉄381系電車・JR東日本E351系電車、イタリアのペンドリーノなどの動力分散方式（電車）と異なり、電気機関車と客車を組み合わせたプッシュプル方式である（ただし動力車は編成の片側のみとなっている）。なお、車体傾斜機能を有するのは客車のみで機関車は有しない。最高速度は在来線では200キロメートル毎時 (km/h) だが、ストックホルム近くの高速新線では210 km/hに達する。ストックホルムとヨーテボリの間の所要時間は約3時間である。
一等車では食事サービスのほか、イヤホンを配ってラジオ放送・音楽のオーディオサービスも行っており、これらのサービスは航空機を意識したものである。他のヨーロッパの高速列車では、ユーロスター、タリス、スペインのAVEも類似のサービスを行っている。また、座席に電源プラグが備え付けられ、車内で公衆無線LANによるインターネット接続が可能である。ただし食事のシートサービスはユーロスター等とは異なり全ての一等車乗客に必ず行われるものではなく、切符購入時または予約時に食事の有無を申し込む必要がある。
車椅子を使用する乗客のための乗降用リフト、身体障害者専用客室を備え、バリアフリーに配慮した設計が施されている。
デンマークに乗り入れる車両は SJ の交流15キロボルト (kV)・16 2⁄3 ヘルツ (Hz) とデンマーク国鉄 (DSB) の交流25 kV・50 Hzの、両方の電源に対応できる改造が施されている。
車体外装色は、登場時は白ベースに青のストライプ、窓周りにダークグレイを配したカラーリングだったが、2005年以降内外装のリニューアルが実施され、クールグレイ一色のシンプルなカラーリングとなった。また一部の車両は増結運転を行うために、先頭部の連結器を常時使用できるように改造された。

## X2000車両の北欧以外への展開
アメリカ合衆国の東海岸で、アムトラックがボストンからニューヨークを経てワシントンD.C.に至る北東回廊の高速列車に採用する車両として、フランスの TGV、ドイツの ICE などとともに X2000 も候補に挙がり、試験走行を経て一時期営業試運転に漕ぎ付けたが、最終的に TGV を基本とする車両（アセラ・エクスプレス）が採用されたため、X2000 を基本とする車両が本格的に営業運転に採用されるには至らなかった。
オーストラリア東部でもX2000車両の試験走行が行われたことがある。
中華人民共和国では広州と九龍（香港）を結ぶ広深鉄路の特急列車「新時速」に、スウェーデン鉄道からリースされた車両が本格的に営業運転で運用されていた。

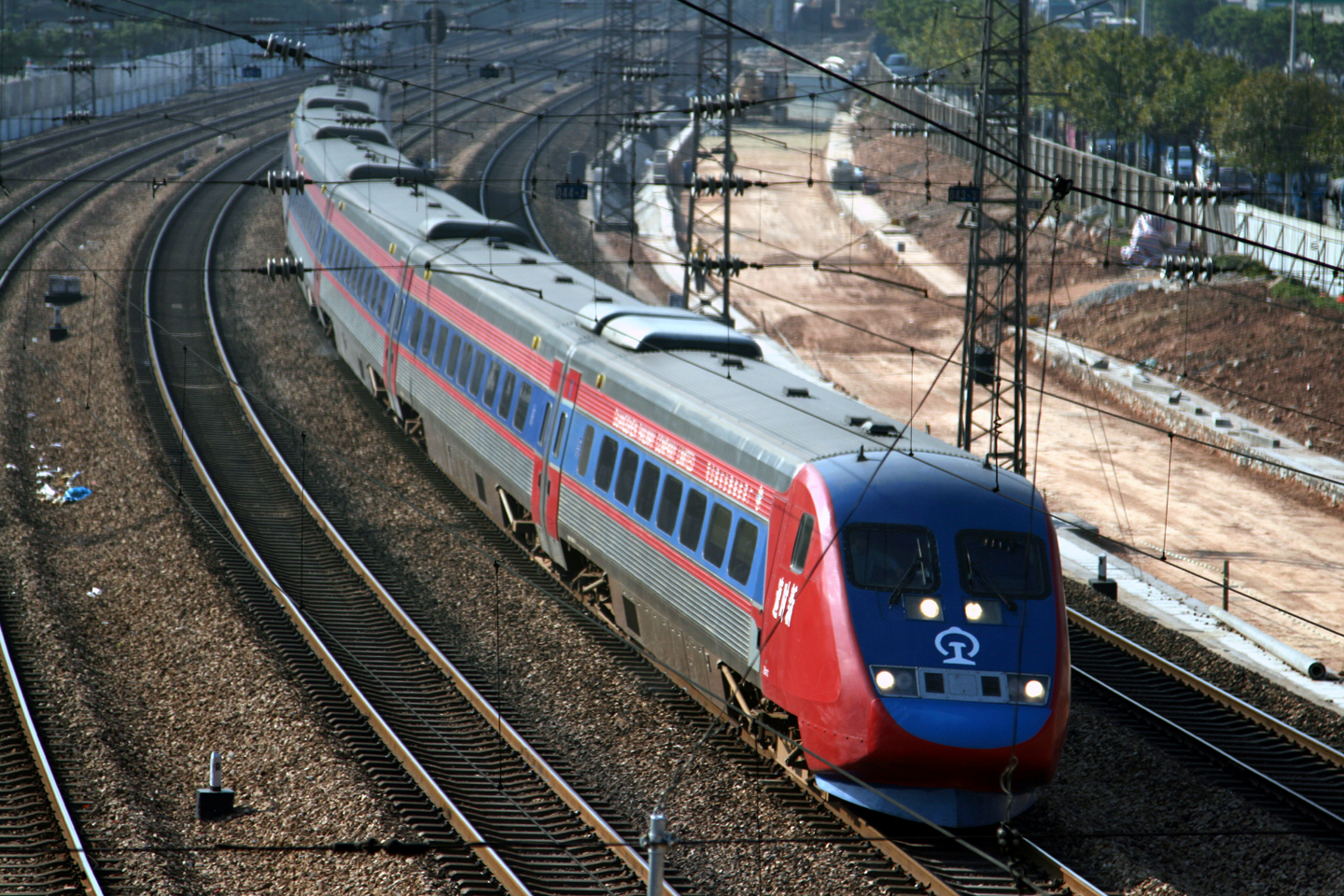
広深鉄路を走る列車「新時速」

## LINXとその終焉

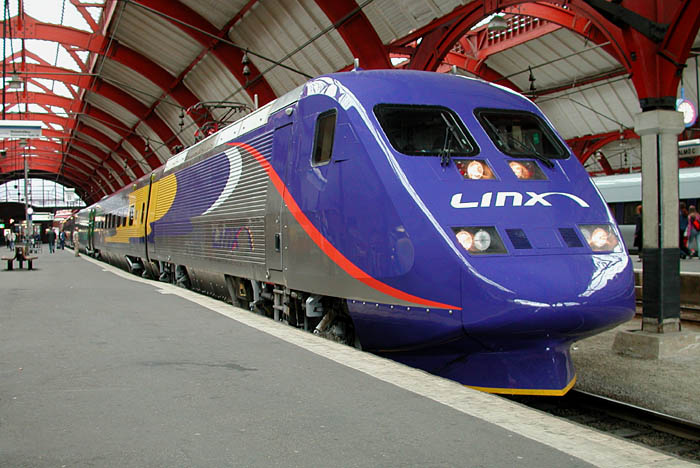
マルメ中央駅に停車するリンクス・X2

X2000の外装を変更し内装を改良した国際列車、リンクス (LINX) が2002年5月にコペンハーゲンとヨーテボリの間で最初の運行を開始した。その後、ストックホルムとオスロの間でも従来の X2000 を置き換える形で LINX が運行を開始し、コペンハーゲンとヨーテボリを結ぶ LINX は、ヨーテボリからさらにオスロまで運行区間が延長された。LINX はスウェーデン国鉄会社とノルウェー国鉄 (NSB) の合弁事業による列車運行会社、リンクス社（Linx AB）が運行していた。
これによって一時は、北欧3ヶ国の首都相互間が X2000、または X2000 を基本とする車両による高速列車で結ばれていた。
しかし、運賃が比較的高額である上に、所要時間が従来の同区間の優等列車より短縮されたとはいえ、ストックホルムとオスロの間の所要時間が4時間50分程度で4時間を切るには至らなかったなど、所要時間で飛行機に対抗できるレベルではなく、格安航空会社との競合もあり、2004年に同社の列車営業は終了した。